# 佐賀県道299号三瀬栗並線
佐賀県道299号三瀬栗並線（さがけんどう299ごう みつせくりなみせん）は、佐賀県佐賀市を通る一般県道である。

## 概要
佐賀市富士町大字下合瀬から佐賀市富士町大字栗並に至る。路線名は三瀬栗並線だが起点は富士町ですぐに三瀬村に入る。
国道323号と共に嘉瀬川ダムの建設に伴う付け替え工事が行われ、路線が改良されている。

### 路線データ
- 起点：佐賀県佐賀市富士町大字下合瀬（国道263号交点）
- 終点：佐賀県佐賀市富士町大字栗並（国道323号交点）

## 歴史
- 2006年（平成18年）3月 - 銀河大橋（全長277 m）完成[1]

## 路線状況

### 重複区間
- 佐賀県道39号富士三瀬線（佐賀市富士町大字藤瀬 - 佐賀市富士町大字関屋）

### 道路施設

#### 橋梁
- 銀河大橋：全長277 m、2006年（平成18年）3月完成[1]（佐賀市）

## 地理

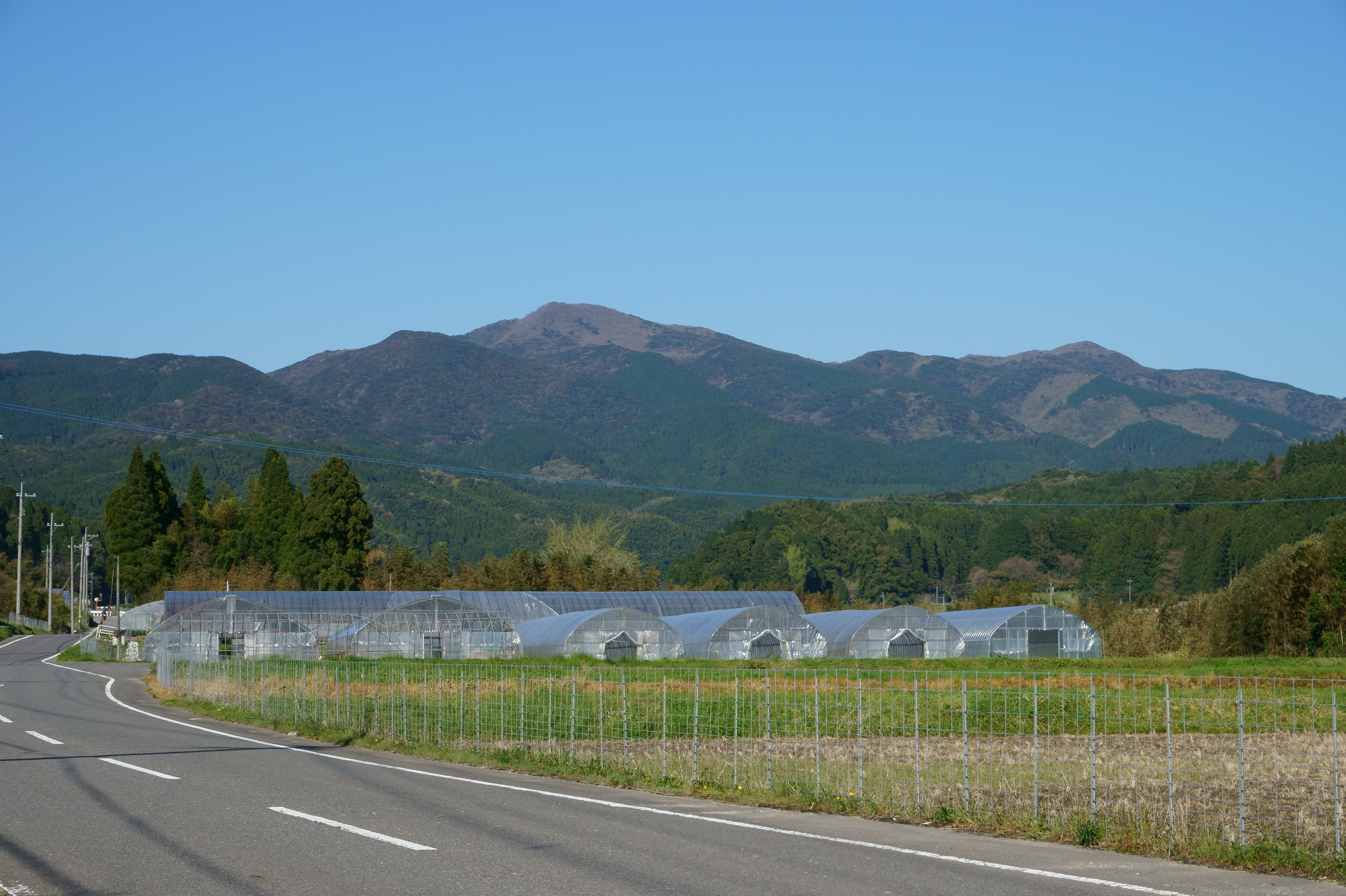
佐賀市富士町下合瀬から起点方面

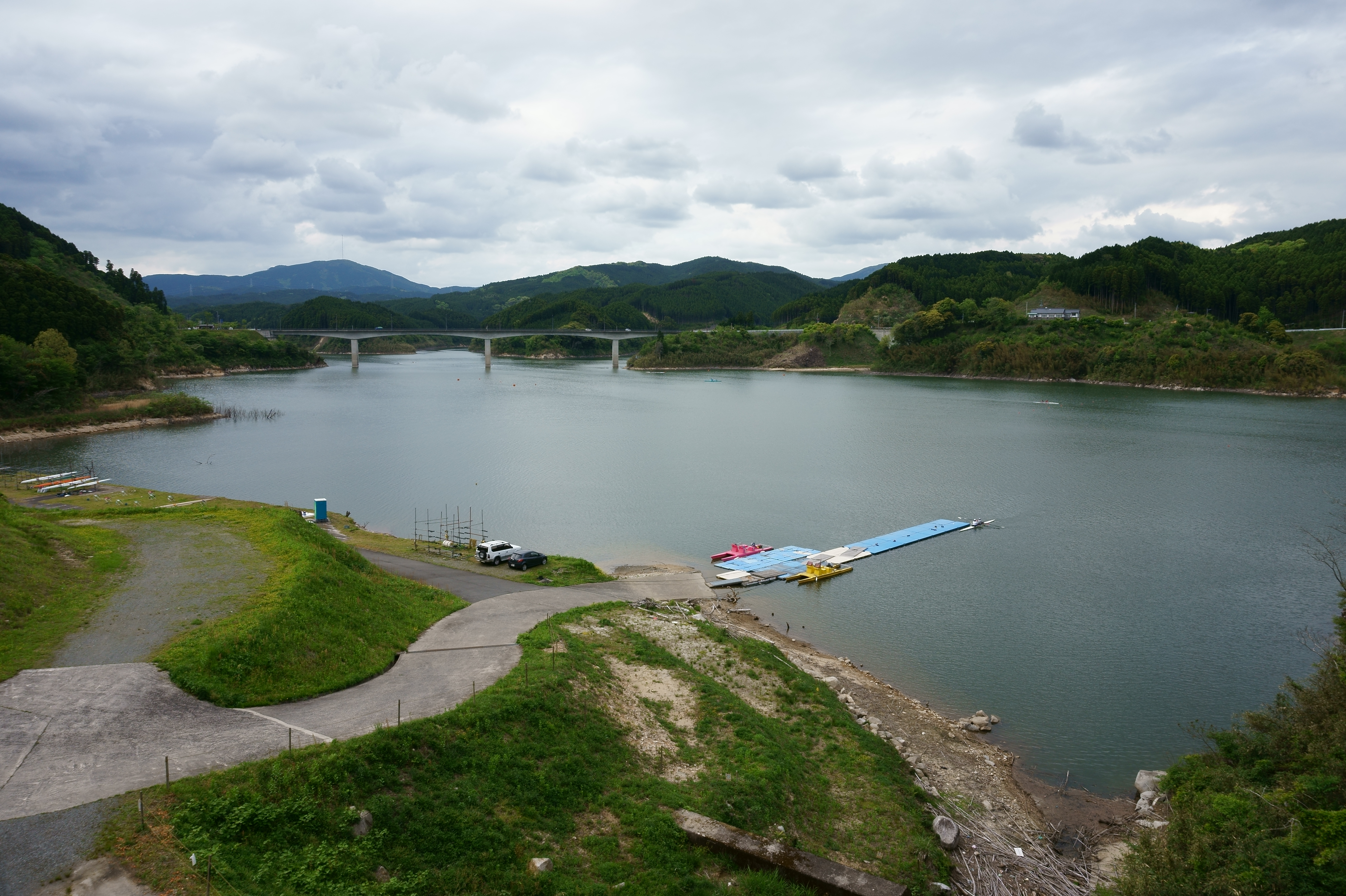
富士しゃくなげ湖（嘉瀬川ダム）と銀河大橋の遠望

### 通過する自治体
- 佐賀市

### 交差する道路
| 交差する道路                        | 交差する場所     | 交差する場所 |
| ----------------------------------- | ---------------- | ------------ |
| 国道263号                           | 富士町大字下合瀬 | 起点         |
| 佐賀北部広域農道                    | 富士町大字古場   |              |
| 佐賀県道39号富士三瀬線 重複区間起点 | 富士町大字藤瀬   |              |
| 佐賀県道39号富士三瀬線 重複区間終点 | 富士町大字関屋   |              |
| 国道323号                           | 富士町大字栗並   | 終点         |

### 沿線
- 佐賀市立北山東部小学校
- 佐賀県北山少年自然の家
- 北山ダム
- ダムの駅「みはらしの丘鷹の羽」
- 嘉瀬川ダム